# Tremarctinae
Tremarctinae или короткомордые медведи — это подсемейство медвежьих, которое включает одного живого представителя, очкового медведя (Tremarctos ornatus) из Южной Америки и несколько вымерших видов из четырёх родов: флоридский пещерный медведь (Tremarctos floridanus), короткомордые североамериканские медведи родов Plionarctos (P. edensis и P. harroldorum) и Arctodus (A. pristinus и A. simus), а также южноамериканские короткомордые медведи Arctotherium (включая A. angustidens, A. vetustum, A. bonariense, A. wingei и A. tarijense).

## Систематика
Традиционно Plionarctos и Tremarctos рассматривались как базальные группы по отношению к кладе, включающей роды Arctodus и Arctotherium. Изучение сродства медведей, принадлежащих к Arctotherium, показывает, что они состоят в более близким родстве с очковым медведем, чем с Arctodus.

### Таксономия
Следующая таксономия Tremarctinae представлена в работе Mitchell et al. (2016):
- Подсемейство Tremarctinae (Merriam & Stock, 1925)
  - † Plionarctos (Frick, 1926)
    - † Plionarctos harroldorum (Tedfored & Martin, 2001)
    - † Plionarctos edensis (Frick, 1926)

  - † Arctodus (Leidy, 1854) — короткомордые медведи
    - † Arctodus simus (Cope, 1879)
    - † Arctodus pristinus (Leidy, 1854)

  - † Arctotherium (Burmeister, 1879) — арктотерии
    - † Arctotherium angustidens (Gervais & Ameghino, 1880)
    - † Arctotherium vetustum (Ameghino, 1885)
    - † Arctotherium wingei (Ameghino, 1902)
    - † Arctotherium bonariense (Gervais, 1852)
    - † Arctotherium tarijense (Ameghino, 1902)

  - Tremarctos (Gervais, 1855)
    - † Tremarctos floridanus (Gildey, 1928)
    - Tremarctos ornatus (Кювье, 1825) — очковый медведь